# Xinidium dewitzi
Xinidium dewitzi là một loài bọ cánh cứng trong họ Bọ hung (Scarabaeidae).